# Funkstep
Le funkstep  (également connu sous le nom de dubbage) est un genre musical du UK funky, incorporant des éléments de dubstep et parfois de drum and bass.

## Histoire
Depuis le mouvement dubstep en 2001, le funkstep gagne plus d'auditeurs et donc plus de producteurs de disques pour produire ce style musical. Le funkstep prend forme depuis 2012 en mélangeant les genres dubstep, drumstep, drum and bass, UK funky et electro house.

## Caractéristiques
Les changements de vitesse dans le funkstep sont évidents, puisque le drumstep s'enregistre entre 150 et 170 BPM en raison de son rythme 2-step et que la French house et l'electro house s'enregistrent au contraire entre 120 et 130 BPM. Ce problème est généralement résolu en jouant la chanson pendant ses parties drumstep ou même dubstep à vitesse réduite, par rapport à la house dans des parties similaires.
La plupart des chansons funkstep commencent par une introduction calme, qui peut parfois être confondue avec le drumstep en raison de ses percussions dubstep et de ses kicks et basses. Mais après avoir commencé par un riff typique du funkstep et changé le kick pour une cadence 4x4 constante, il est facile de reconnaître le pont vers une musique house plus complexe, ce qui est typique d'une chanson funkstep. Une chanson peut contenir ces ponts et ces changements de manière répétée, ce qui indique principalement les chutes et les temps forts. Le funkstep est souvent associé au glitch en raison de leur BPM similaire et de leur arsenal de sons déformés.
Depuis 2009, des articles sur la scène musicale tentent d'expliquer simplement l'idée du funkstep au public, en affichant des titres tels que Dubstep + Funky House = Funkstep.